# 第一代馬爾博羅公爵約翰·丘吉爾
第一代马尔博罗公爵约翰·丘吉尔，KG，PC（英語：John Churchill, 1st Duke of Marlborough，1650年5月26日—1722年6月16日）英国军事家、政治家，為英國首相温斯顿·丘吉尔之遠祖，靠著他妻子薩拉·詹寧斯與安妮女王的私密友誼，以及他個人卓越的軍事、外交才能，讓他成為18世紀初期英國最有權力的男人。他在西班牙王位繼承戰爭中名利雙收，並使英國上升為一級的海陸強權，促成18世紀的繁榮興盛。但是他貪婪投機的性格，既使他成為安妮時代最富有的英國男性，卻也減損他部分的聲望。
在英國軍事史上，约翰·丘吉爾與納爾遜及威靈頓鼎足齊名，三人被看作是偉大的民族英雄。雖然一般觀點常把他和威灵顿公爵（在1815年的滑鐵盧戰役中打敗拿破崙）相提並論，不過許多人更看重他的外交天分與政治智慧（如溫斯頓·邱吉爾）。前一項的論點是，馬爾博羅與威靈頓有许多相似之处，特别是他们都有輝煌的军事生涯并取得政界高位，然後都失足於晚年的政壇；後一項觀點則頗受輝格黨史家泰瑞維廉的影響，屈勒味林給予丘吉爾至高的評價，把他的軍事天才與外交天份，比作是威靈頓與外交大臣卡蘇里的綜合體（兩人在1815年各自於軍事、外交上有傑出表現）。

## 早年
约翰·丘吉尔的父母亲是温斯顿·丘吉尔爵士（Sir Winston Churchill）和伊丽莎白（Elizabeth），约翰的姐姐阿拉贝拉是后来成为英王詹姆斯二世的约克公爵的情妇（約在1665年兩人開始交往生育），为约克公爵生有一私生子——詹姆斯·菲茨詹姆斯（後來成為路易十四最偉大的將領之一，他指揮法軍在1734年波蘭王位繼承戰爭贏得勝利，自己卻戰死沙場）。因為父親早年在內戰為國王查理一世作戰，當保王黨失敗後，邱吉爾一家就失去賴以維生的地產。在貧微中長大的約翰，雖然因為1660年「王政復辟」而獲得王室的青睞（查理二世也在1664年授予温斯顿·丘吉尔宮廷職位），但也培養出投機貪慾的性格；復辟時代的道德敗壞，也醞釀他力爭上游而不顧原則的強烈企圖心。

### 入伍之後

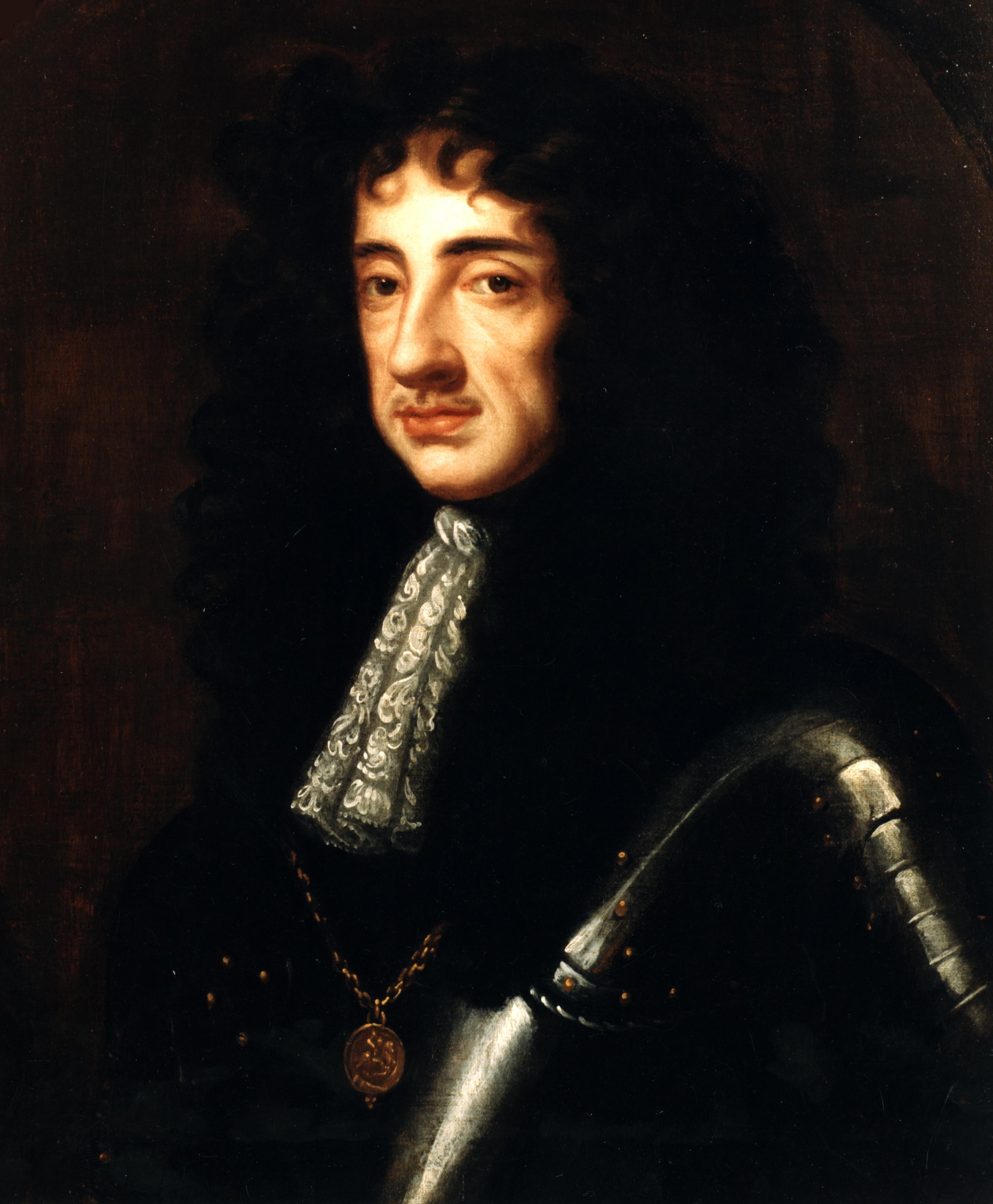
幽默機智的「歡樂王」查理二世。雖然查理好色褻教的作風，引領復辟時代的道德敗壞，但他非凡的魅力與宣傳技術，終於在晚年瓦解輝格黨勢力，重建英格蘭的絕對君主制

當他在1667年當上薪資不多的王家衛士之後（藉由约克公爵的提攜），為獲得進一步晉升的機會，四處鑽營活動。他甚至利用自己俊俏儒雅的特點，取悅有權有勢的宮廷貴婦並賺取外快，最後搭上查理二世的首席情婦——芭芭拉·帕爾瑪。據說查理二世有次跑去芭芭拉的住處幽會時，正與芭芭拉偷情的邱吉爾立刻從床上跳起來，躲進衣櫃中，但很快被「經驗」豐富的查理發現（國王風流好色，熱衷於外遇偷情）。當邱吉爾跪在國王的腳邊時，查理寬大地對他說：「你是個無賴，但我原諒你，因為你這樣做的原因是為討生活。」雖然這個故事可能是杜撰的（真實性較高的版本是——邱吉爾在國王到來前就急忙地從窗戶中跳出），但芭芭拉在1672年生下的女兒芭芭拉·菲茲罗伊，公認是约翰·丘吉尔的私生女，證明他曾經有幾年不光彩的小白臉生活；他也從芭芭拉身上，取得一共五千英鎊的巨額「包養費」。
他在1672年時參與第三次英荷戰爭，以作戰英勇而獲得稱讚，進一步獲得海軍大臣約克公爵詹姆斯的賞識與提拔；1674年在法荷戰爭時作為法軍的盟友，接受法國軍事天才的蒂雷納子爵元帥指揮，並從中學習蒂雷納優秀的作戰技巧。此時他逐漸展現出未來的優秀天分，以及促使他成功的種種特質，諸如良好的個人魅力、恭維技巧、游說能力、涵養沉著，以及外交必要的機警狡猾、虛偽詐術；當然最重要的，是敏銳的戰略能力，最終使他成為偉大的軍事天才。法王路易十四也在戰爭中注意到年轻的丘吉尔，但路易調查後的的總體评价是：此人虽然勇敢，但过於沉湎于宫廷社交生活，是个小白脸式的人物，日后难成大器，故此不予招納；太陽王沒想到的是，有一天自己會嚐到這位英國新教徒帶來的苦果。（1675年英國改與荷蘭結盟，邱吉爾回到英國，繼續為約克公爵詹姆斯效力）

### 婚姻與竄升

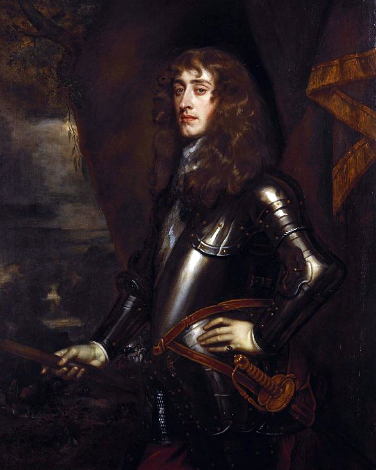
約克公爵詹姆斯，1665年由彼得·萊利所繪。往後成為英王的詹姆斯，是邱吉爾早年的靠山兼貴人；他對天主教的一意孤行，終結兄長重建的絕對君主制

大約在1677年，约翰·丘吉尔與年輕的薩拉·詹寧斯（1660-1744年，在1673年成為約克公爵家的侍女）秘密舉行結婚儀式，共結連理的兩人不在意彼此家人的反對（邱吉爾的父親希望兒子和有錢的凱瑟琳·塞德利結婚，清除家族債務）。這是一桩成功且美滿的婚姻，男女雙方都具有互相匹配的俊美與心智。因為薩拉是詹姆斯二世之女——安妮公主的親密好友，也是公主最有影響力的顧問（未來公主登基為安妮女王後，邱吉爾夫婦就成為女王最信任的親信與元帥），婚事強化邱吉爾與老上司約克公爵一家的聯繫（婚禮很可能就在約克公爵夫人的家宅中），促使約克公爵把邱吉爾視作個人心腹。
當時主持英國政務的丹比伯爵，正推出進一步的聯荷攻法政策（參見法荷戰爭），計劃於1678年正式出軍，進攻法國。為與荷蘭元首威廉三世協調出兵事宜，丹比於是在當年四月派约翰·丘吉尔為外交使節至荷蘭的海牙進行聯盟談判。邱吉爾於此次任務中展現出色的外交才幹，他的談判技巧與周到禮數，給威廉三世留下深刻的印象。雖然這次外交任務，最終因為英王查理二世的延遲出兵（因為路易十四賄賂英王與英、荷政要，導致戰爭在英軍出兵前，就於1678年底結束）而失敗，但邱吉爾在荷蘭建立的人脈與關係對他未來生涯影響至關重要。
當天主教的约克公爵于1682年5月从荷兰回到英国后，他在1685年继位为詹姆斯二世；而邱吉爾立刻被任命為北美哈德遜灣公司的第三任總督（詹姆斯二世是前任總督），任期從1685一直到1692年。同一年，前国王查理二世的私生子第一代蒙茅斯公爵詹姆斯·斯科特起兵叛乱，自稱為正統的新教英王。丘吉尔勋爵受命為平亂主帥，他在镇压叛乱战斗中由于辉煌的战功，被擢升为少将，又被封为男爵。
三年之后，发生“光荣革命”。當詹姆斯二世意圖在英國恢復天主教時，丘吉尔因為堅奉新教，於是不動聲色站在詹姆斯二世的对立面（安妮公主也反對父親的天主教政策，私底下希望父親能退位）。當他被詹姆斯任命為三萬英軍的主帥，率軍阻截威廉三世1.6萬的荷蘭陸軍（當時“辉格党”和“托利党”秘密請求荷蘭執政威廉，來英國推翻詹姆斯二世）時，他很快就倒戈投向直逼倫敦的威廉三世，並極力支持威廉的奪位行動。於是，眾叛親離的詹姆斯二世只好逃亡法國，期待藉法軍之力以捲土重來。1689年，国会宣布威廉三世和他的妻子玛丽二世为英国国王和女王。约翰·丘吉尔被封为马尔博罗伯爵。

## 與威廉三世的衝突

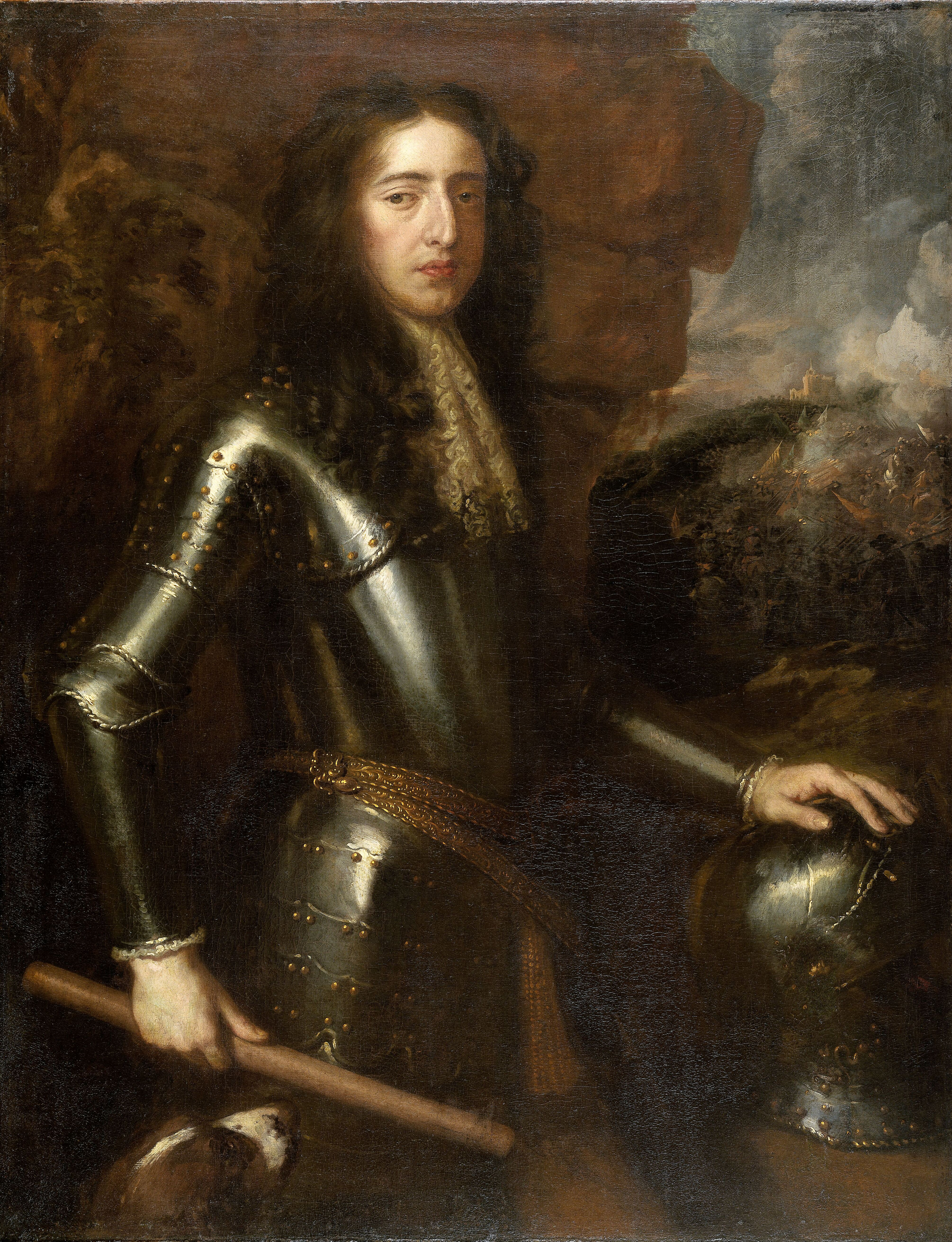
英格兰、苏格兰和爱尔兰国王，荷兰执政威廉三世

### 威廉的將軍
约翰·丘吉尔因為在光榮革命中替威廉三世立下大功，受到國王一定程度的器重，任命他重新组建整个英格兰的陆军(不包括爱尔兰和苏格兰)。隨著英國議會在1689年批准英軍加入反法的大同盟戰爭（1688-1697年），邱吉爾先是在1689年被派遣至西屬尼德蘭，率領八千英國兵，擔任荷蘭陸軍主帥瓦德克親王的副將，並在戰場中表現出天才般的軍事才幹，獲得瓦德克親王的極力讚揚；然後在1690年，他受命平定博因河戰役後的愛爾蘭叛軍，出色攻克南端海岸的科克與金赛尔，把叛軍壓縮在西部地區，並切斷法國海軍與愛爾蘭天主教徒的聯繫，使得國王對他刮目相看。
雖然威廉三世認可邱吉爾優秀的戰略天份與指揮技術，但威廉三世拒絕授與他榮耀的嘉德勳章和軍械總局局長（相當於戰爭部長）職位，寧可在著名的陸軍主帥兼軍械局長紹姆貝格（原來是喀爾文派胡格諾派的法國元帥，因為太陽王廢除南特詔令，轉投普、荷）於1690年陣亡後，暫時出缺，也不願讓呼聲最高的邱吉爾接替軍械局長的大位。於是，野心勃勃的邱吉爾開始不滿他的待遇，認為憑自己才能與功勞，應當成為獨當一面的主帥才能一展所長。加上威廉三世偏好重用外來的荷蘭等將官，無形中傷害了英格蘭將官的自尊，使得约翰·丘吉尔和相同立場的英格蘭將官心懷不滿，在軍中和議會發起排斥荷蘭等外來將領的聲浪，因此引發威廉三世的敵意。

### 女人間的對立

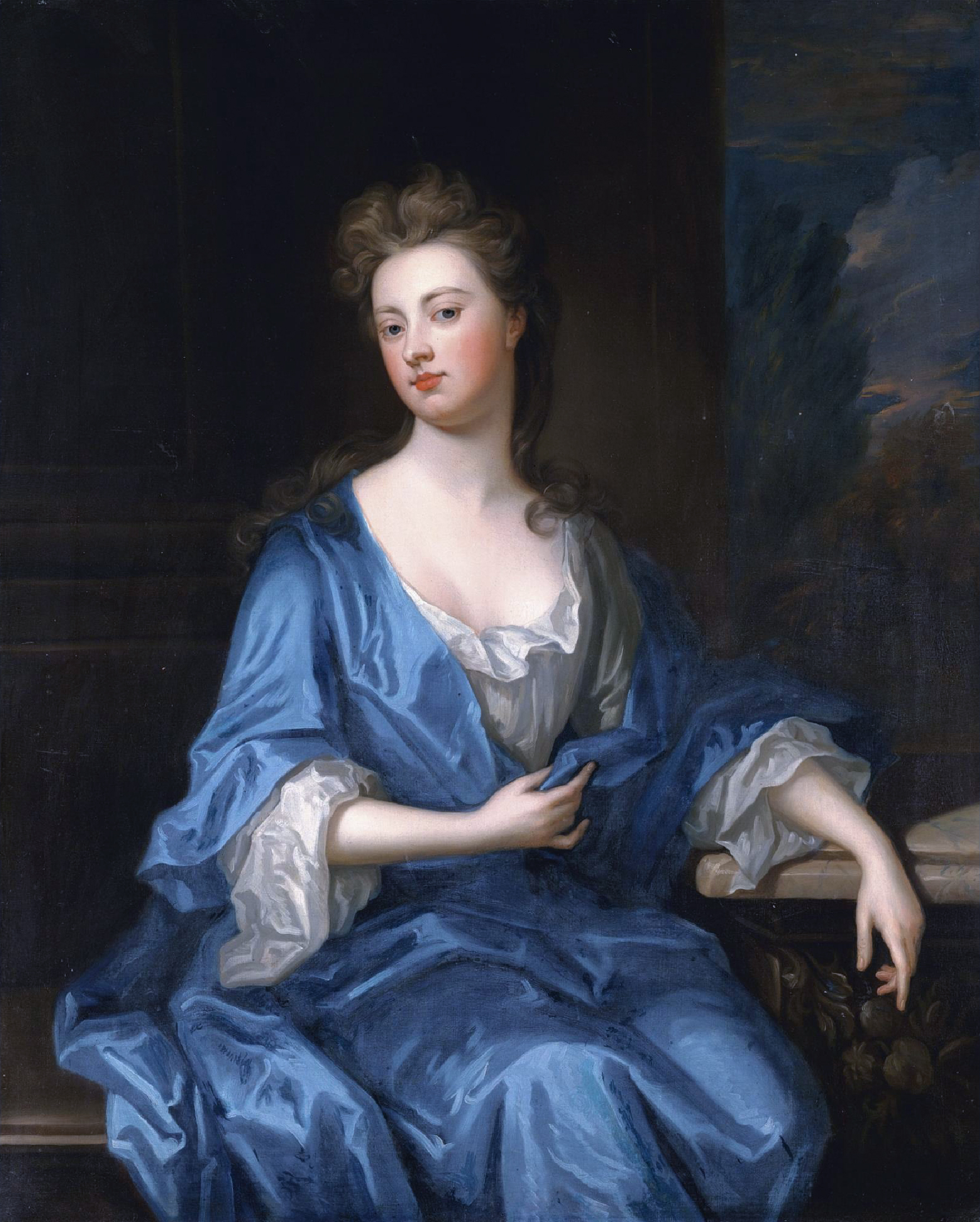
邱吉爾強悍性急的夫人薩拉·邱吉爾。她與安妮公主疑似為女同性戀關係，一度是上流婦女界的核心人物。據說她帶頭譏笑威廉三世為「低等粗魯的荷蘭矮熊」，促成威廉夫婦與安妮集團的尖銳對立

邱吉爾與國王的衝突，隨著女人間的鬥爭而擴大並複雜化。當時馬爾博羅伯爵夫人（薩拉·邱吉爾）維持著與安妮公主的親密關係，薩拉具有高度的謀略，又身為安妮首要的的侍女與私人顧問，她鼓勵安妮去和長姐瑪麗女王爭執，爭取安妮她身為王位繼承人的「應有權益」，導致安妮和威廉夫婦的尖銳矛盾。譬如當安妮公主要求里士滿宮以及議會津貼，卻被威廉和瑪麗加以否決，造成兩姊妹關係緊張；特別是威廉三世輕視安妮的丈夫——丹麥的喬治親王，拒絕讓才能平庸的喬治王子帶領軍隊，使安妮更加怨恨。
另一方面，威廉夫婦則擔心安妮的經濟優渥，會成為最有力的反對人士，進而威脅他們的王權。瑪麗女王除了認定是薩拉·邱吉爾在安妮身旁挑撥離間，破壞她們姊妹的感情；更對邱吉爾的野心和背叛故主的不良紀錄感到不悅。當威廉在1690年6月趕赴愛爾蘭去和岳父詹姆斯二世大戰時，邱吉爾被任命為英國所有部隊和民兵的指揮官，並擔任九人理事會的其中一員，輔佐瑪麗女王統治英格蘭；在瑪麗寫給威廉的信中，她毫不掩飾自己對邱吉爾的厭惡：“我很難信任他（邱吉爾），更無法尊重他”。
事實上包含邱吉爾和安妮等英國政要在內，當時一直與被廢的詹姆斯二世聯繫，請求詹姆斯二世原諒他們在光榮革命的背叛行為，並為前景難測的未來政局預作退路。威廉三世對此瞭然於胸，以視若無睹的態度包容官員這種自保手段；但是傲氣自負的威廉，不能接受蓄意的挑釁，這也導致邱吉爾與威廉的衝突註定爆發。

### 撤職與蒙羞

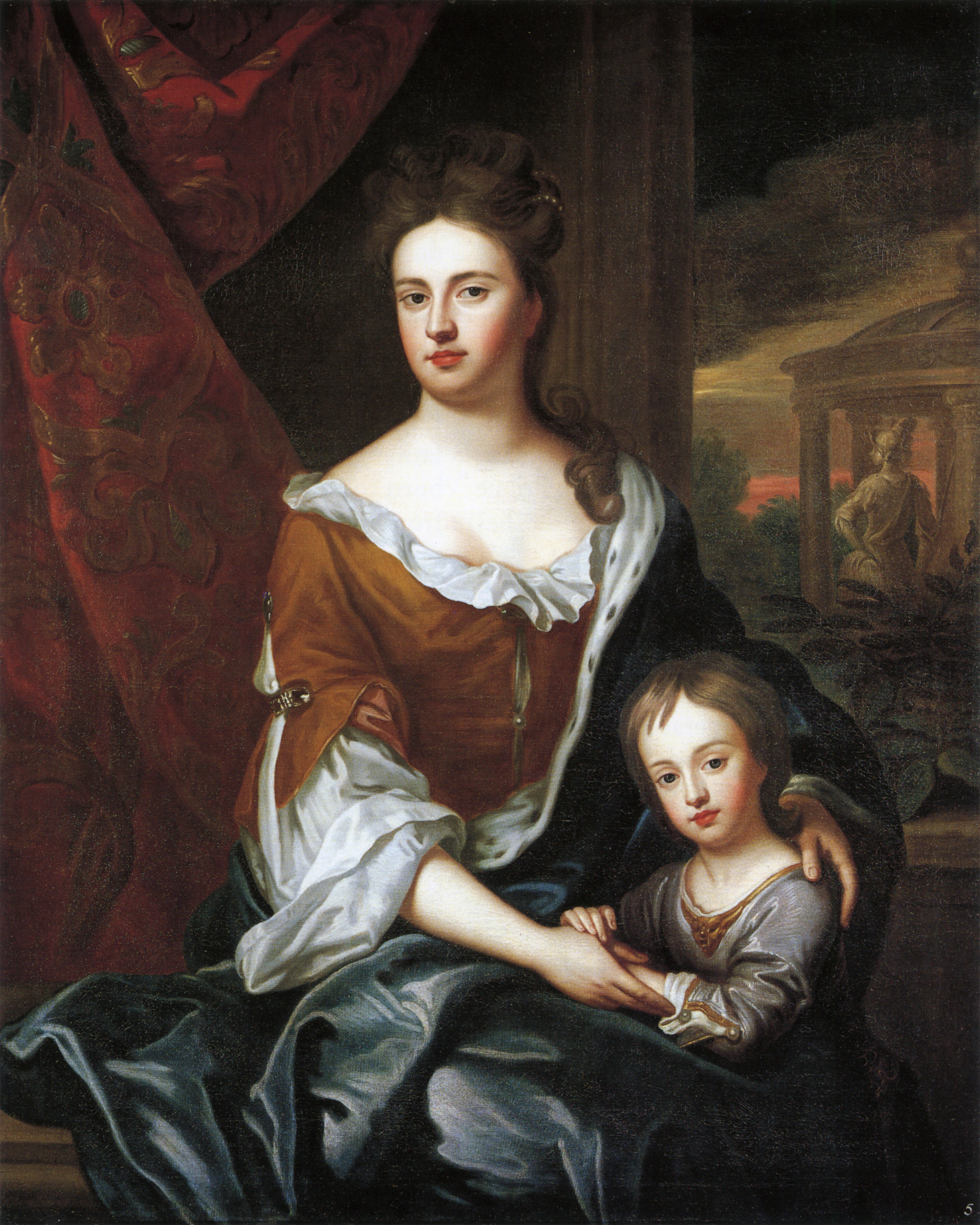
邱吉爾真正效忠的對象：安妮公主和她的獨子格洛斯特公爵小王子威廉，1694年畫

接到妻子瑪麗的多次匯報與控訴，威廉開始把邱吉爾夫婦視為煽動抗議的核心源頭，當1691年10月威廉與邱吉爾從西屬尼德蘭的戰場回到英國之後，兩人的矛盾升到最高點。威廉曾經私下對人說：「如果我不是國王，我一定會跟他（邱吉爾）一對一的決鬥，至死方休」。1692年1月，约翰·丘吉尔疑似和試圖復辟的詹姆斯二世追隨者詹姆斯黨有所接觸，威廉三世和玛丽二世，決定給安妮集團一個有力的處分——撤銷邱吉爾的所有職位，並要求安妮公主切斷和薩拉·邱吉爾的關係（瑪麗無法剝奪薩拉的侍女職位，因為薩拉是被安妮雇用的）。但安妮卻公開讓薩拉·丘吉爾參加王宮的活動，以表支持邱吉爾夫婦。因此瑪麗發動第二個處分——命令薩拉·丘吉爾不得參與宮廷活動。在這場角力中，最後是安妮和丈夫喬治親王憤怒搬離宮廷，退出權力核心並失去榮耀（瑪麗禁止朝臣和平民去探望安妮，兩姐妹一直到瑪麗死前才恢復感情）；馬爾博羅伯爵立即被拔除皇宮相關的頭銜。
邱吉爾在缺乏充分理由下被撤職，導致英國的政局動蕩。邱吉爾的政要好友認為他被國王羞辱，紛紛為他抱不平：施鲁斯伯里（國王的親信謀士）直接反对撤銷邱吉爾的職務、內閣大臣西德尼·戈多分揚言請辭、英國海軍總司令羅素當面指責威廉說，國王對不起那些「替他戴上王冠」的人；玛丽二世原本的高人氣也因此下降。

### 涉嫌叛國
在1692年五月，更嚴峻的情勢來臨。因為指控邱吉爾涉嫌參與詹姆士黨的新事證，邱吉爾在5月4日以涉嫌叛國被關入倫敦塔，過五個星期的囚禁生活。囚禁其間，安妮公主多次寫信給焦慮的薩拉和獄中的邱吉爾，信中發誓說，她將永遠與他們夫妻團結在一起、不離不棄。
因為威廉三世在大同盟戰爭急需優秀將領，於是在國王的授意下，邱吉爾被裁決為受害於偽造文件，於6月15日無罪釋放，並以較低的軍銜回到戰場。但邱吉爾仍然持續與住在法國的詹姆斯二世聯繫，導致他在1694年涉及一樁更嚴重的叛國洩密事件——布雷斯特襲擊行動。所幸事件塵埃落幕，邱吉爾反而從中受益。至於邱吉爾究竟有無洩漏軍事機密給詹姆士黨和敵對的法國，史學家至今無法確定真相。

## 與國王和解

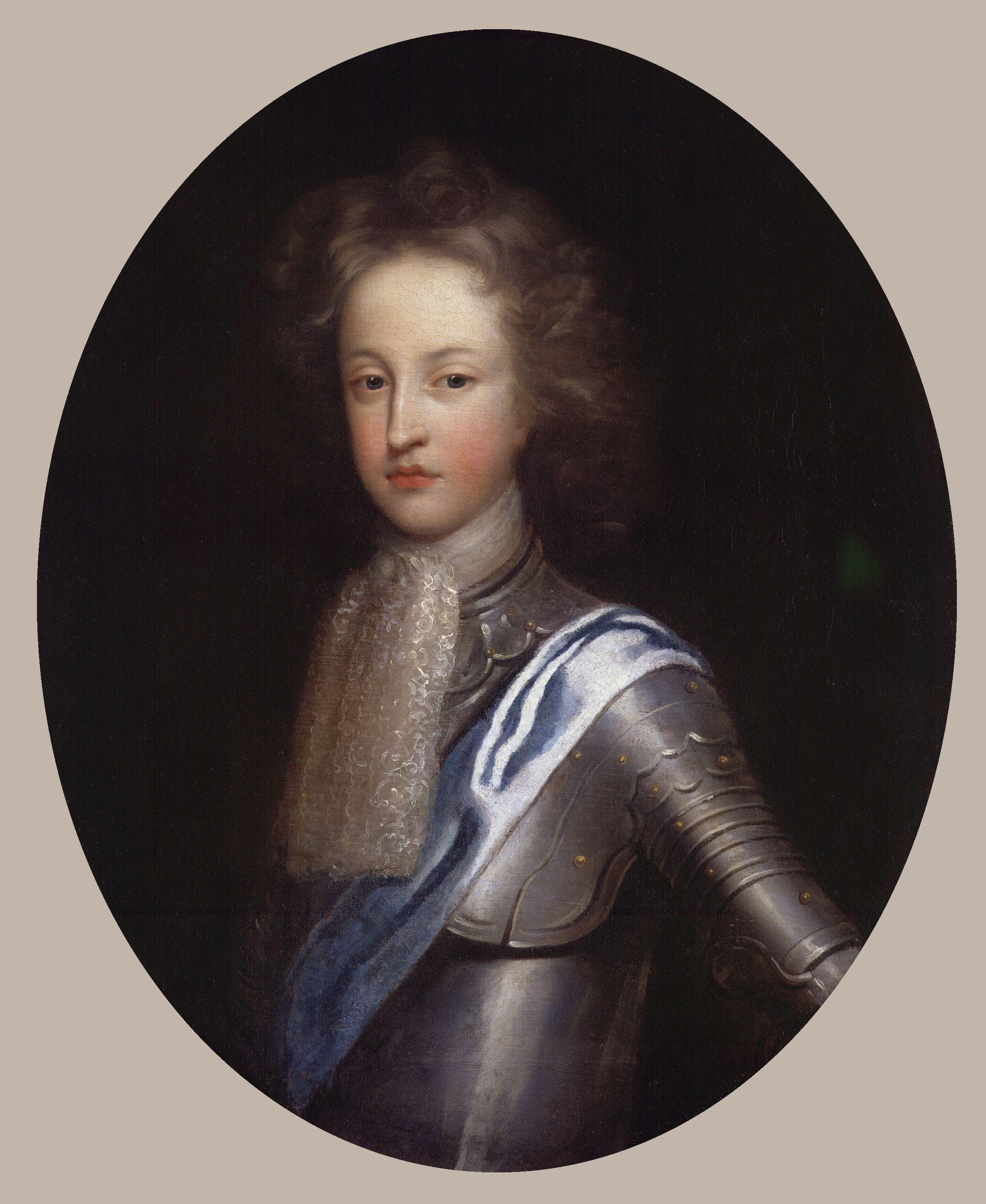
安妮公主的獨子——小威廉格洛斯特公爵。他受到威廉三世的疼愛，成為國王與邱吉爾之間重要的潤滑劑。此圖為1698年畫，小威廉剛滿十歲

隨著瑪麗女王在1694年底的病逝，安妮公主勢必將成為威廉之後的英國女王（瑪麗的子女皆早夭），威廉三世與安妮、邱吉爾的主要矛盾立刻消失；於是他在1695年恢復邱吉爾在宮廷中的職位（軍政要職仍未回復），安妮公主也因為權力恢復，其居所形成英國最高層級的政要社交圈（威廉三世沉默寡言、厭惡社交，給自身帶來很大的困難）。
1697年大同盟戰爭結束後，因為威廉在英國的政局越來越孤立，飽受托利黨國會的猛烈攻擊與蠻橫打壓（1697年把陸軍裁減為十分之一——七千人、收回威廉之前封賞出去的土地與爵位），使得威廉越來越需要邱吉爾一派政治力量的支持。邱吉爾透過英俊年少並受威廉喜愛的寵臣——凱佩，從中斡旋（詹姆士黨造謠說凱佩是威廉的同性戀孌童），兩人因此在1698年正式和解並衷誠合作。當年夏天，威廉三世请邱吉爾担任安妮公主的獨子——小威廉格洛斯特公爵（第二順位的王位繼承人）的全權教師（小威廉也期望兩人和解），他说：“先生，请你教导他，从你的才能看来，我的外甥（小威廉）不会无所作为的。”同时，马尔博罗恢复他在军中的高位與職銜，并且重返枢密院。雖然年幼的小威廉不幸在1700年夭折，但邱吉爾確保國王的重用與合作。
邱吉爾於是在威廉三世晚年成為举足轻重的政治家。他在努力辅佐国王的同时，小心翼翼保持对托利党（國會多數黨）的巨大影響力。他就这样一方面同威廉保持友好关系，另一方面又同那些使国王感到厭惡的托利党人来往密切。更重要的是，身為主戰派的他，全心支持威廉維持軍隊的要求。他带领上议院进行奮鬥，努力防止不适当的裁军削弱英國力量。他在1698年，與同樣親近托利黨的西德尼·戈多分結為親家（邱吉爾的次女與西德尼·戈多分的獨子成婚），兩人成為生死與共的事業夥伴，一同晉升為權力爭奪賽中的核心人物。但因為邱吉爾表現太過傾向於托利黨，使得威廉再度疑心他左右搖擺、立場不忠；邱吉爾因此抱怨說：「國王內心對我依然是冷漠與不信任」。
1701年西班牙王位繼承戰爭一觸即發，威廉三世任命马尔博罗伯爵為英荷陸軍的反法主帥，自己卻在隔年三月意外騎馬摔傷，引發重病而去世。在他去世前，他把马尔博罗作为主持枢密院和统率军队的最佳人选，推荐给王位继承人安妮。安妮女王登基後，備受女王寵信的邱吉爾，立刻成為英國最有權力的男人（年薪六千英鎊）。

## 西班牙王位繼承戰爭

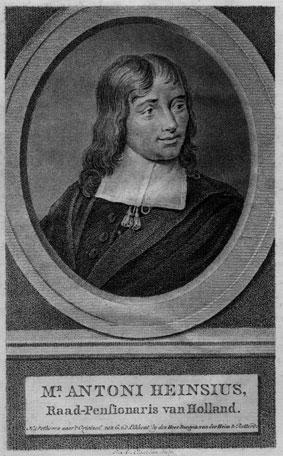
荷蘭大議長安東尼·海因斯，1702年英荷領袖威廉三世過世後，他接替為荷蘭領袖，與约翰·丘吉尔、歐根親王組成反法的三角同盟，最終打垮路易十四的霸權與野心

### 戰神登場

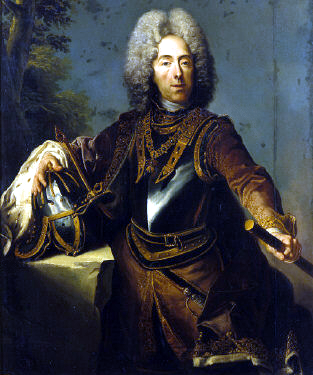
奧地利主帥兼實質首相歐根親王，他與英國的邱吉爾、法國的維拉爾，並列為歐洲18世紀前期最優秀的天才將領

1702年安妮女王继位後，丘吉尔被升為馬博羅公爵與軍械總局局長，並得到最高榮耀的嘉德勳章。他以英荷聯軍总司令的身分，參加反法的西班牙王位繼承戰爭（1702-1713年），他統領超過二十萬的英荷陸軍（7萬英軍、13萬荷軍），成為反法大同盟的主力。當時英國兩大政黨——輝格黨與托利黨的主要派系，都全力支持作戰（當時托利黨溫和派占國會多數），讓邱吉爾得以大顯身手、一展抱負。他在1704年的布倫海姆戰役，與奧地利主帥歐根親王聯手，大败法國與巴伐利亞的聯军，法王路易十四称霸欧洲的梦想開始破灭。
布倫海姆戰役打破1643年羅克魯瓦戰役以來，法軍的「不敗神話」。根據溫斯頓·邱吉爾的描述：「路易十四不能理解，他的優良軍隊不但戰敗，而且滅亡，從此，他考慮的已經不是怎樣稱霸歐洲，而是如何體面結束這場由他挑起的戰爭」。
對於约翰·丘吉尔的勝利，安妮女王大喜过望，下令为他建造奢華的布伦海姆宫。因为解救奥地利被围困的态势，哈布斯堡家族的皇帝利奥波德一世还封马尔博罗公爵为神圣罗马帝国明德海姆亲王，直到今天，马尔博罗公爵的子孙还可以享用这个称号。
之後，邱吉爾在1706年的拉米依戰役中，大敗法國的維勒魯瓦元帥，從法軍手中奪取西屬尼德蘭；接著又和取得義大利北部的歐根親王再度合作，在奧德納爾德戰役打敗法軍，攻入法國境內。但在一連串的勝利之後，他和歐根的聯軍卻在1709年的马尔普拉凱之战傷亡慘重，戰局因此陷入膠著，議和聲浪逐漸竄起。

### 情勢下滑

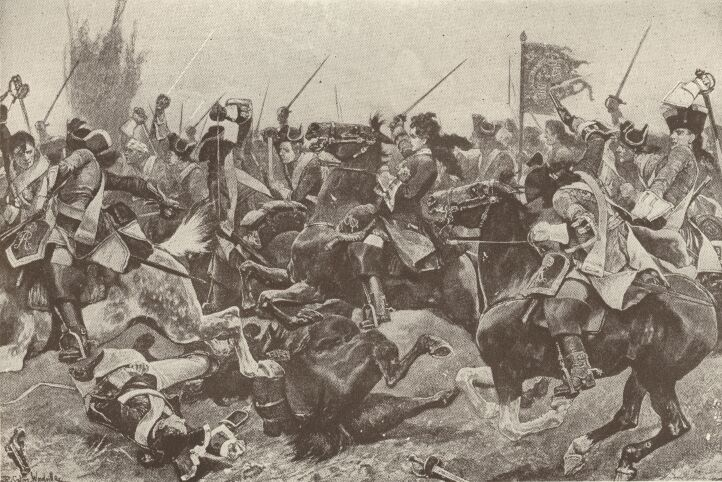
1709年7月，維拉爾元帥所統帥的法軍在马尔普拉凱之战中撤退。但約翰·丘吉爾和欧根亲王也承受了巨大的死伤，反法同盟內部開始出現議和的意見

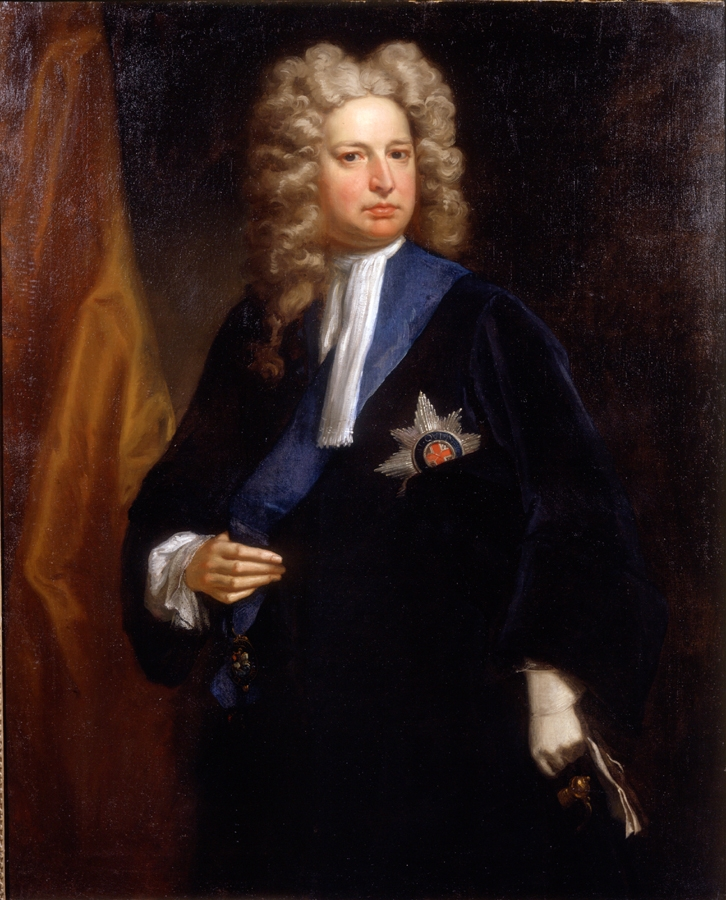
第一代牛津和莫蒂默伯爵罗伯特·哈利，1710年繪。托利黨領袖羅伯特·哈利，原本是邱吉爾的盟友，兩人在1708年前與戈多分並列為政壇三巨頭；但是羅伯特在1708年與邱吉爾決裂後，就與博林布魯克子爵一同成為邱吉爾的終極敵人。

當時政局由主戰的輝格黨閣員主持，因為1707年輝格黨拓展為國會多數黨，主戰派領袖邱吉爾與西德尼·戈多分，也就從親近托利黨轉變為輝格黨的堅定支持者。
戰爭持續到1711年，不列顛人不僅要在海洋維持龐大的艦隊，以封鎖法國與西班牙的漫長海岸線，在歐陸與美洲的各個戰場上，還供養著超過15萬軍隊；不僅如此，英國還必須給予貧窮的盟國以金錢援助（提供的金援僅次於荷蘭），一年的軍費就達到驚人的700萬英鎊。當年的英王查理一世，僅僅因為不到100萬英鎊的支出就與議會兵戎相見，爆發英國內戰；即使是軍人主政的克倫威爾時期，英國一年的軍費也不過250萬英鎊。長時間的戰爭使得普通英國百姓倍感疲勞，他們眼見支持輝格黨的商人為發國難財而慫恿戰爭，心中自然不平，於是基層的民意開始偏向主張停戰的托利黨。
安妮女王是一位平凡保守的婦道人家，女王曾經說過，我無野心，只想見到光榮的和平，無論何時，當上帝召喚我時，若我能帶給可憐的國家和所有的朋友和平與安寧，就心滿意足。但女王的思想在很長一段時間裡受控於閨中密友兼宮廷女官——馬爾博羅公爵夫人（薩拉·邱吉爾），這位聰明果敢但暴躁易怒的公爵夫人，一年薪俸高達五千一百英鎊，卻仍然汲汲營營替她丈夫謀取更多財富。在相當長的時間裡，馬爾博羅公爵夫人才是宮廷裡的實際女主人，一直以來，都是她推動女王去支持丈夫的戰事。
但到1710年，公爵夫人卻因為自身的傲慢以及難相處的脾氣，損害與女王的私人感情。從1707年開始，她忽視女王保守虔誠的性格，公開嘲弄君權神授之說是對大眾的謊言，並要求女王壓抑自身喜愛和平、親近托利黨的情緒，重用主戰的輝格黨。有段時間，公爵夫人要求一個長假來享受私人生活，結果卻被另一位女官阿比蓋爾（托利黨領袖罗伯特·哈利的姪女）趁虛而入，替代女王需要的閨密關係，因此公爵夫人開始被女王疏遠。終於，隱忍已久的安妮女王在和公爵夫人大吵一架之後，革退公爵夫人的女官職位。即使邱吉爾回國後向女王下跪求情，安妮仍然拒絕與薩拉和好。兩個女人的友誼正式破裂，女王自稱她「好像是在長期的禁錮中獲得自由一樣」。

## 下台流亡

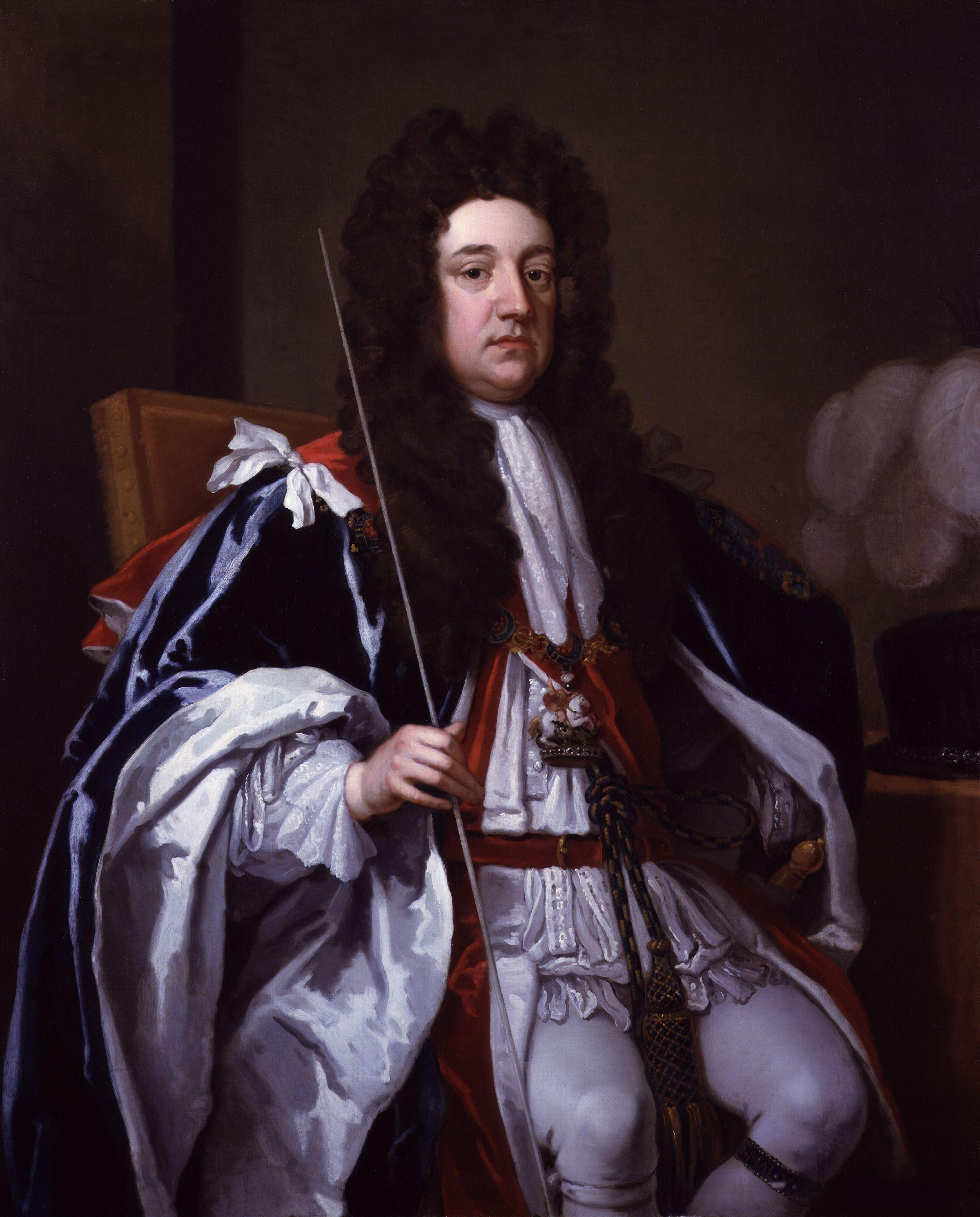
西德尼·戈多分，安妮女王的財政大臣，戰爭時期炙手可熱，引人妒嫉。身為邱吉爾摯友兼親家，他優秀的理財能力配上清廉勤奮的性格，替貪婪的邱吉爾彌補缺失，也為英國作出巨大貢獻

托利党雙領袖罗伯特·哈利與博林布魯克子爵，在1710年看到這個改變政局的絕佳機會，趁機將過去馬爾博羅公爵與輝格党成員，利用戰爭中飽私囊、以權謀私的行為全都曝光出來。因為馬爾博羅公爵在政治上投機取巧，毫無原則；在金錢上也是欲壑難填。自從獨掌軍中大權以來，這位英國戰神在私下做不少惹人非議的行動，利用手中的權力「半合法或非法地」賺取大量財富。
眼見宮廷裡風向轉變，英國國內記恨、妒忌馬爾博羅公爵的人更是牆倒眾人推。很快馬爾博羅公爵在輿論中的形象，就從大英雄變成大奸雄。掌權的輝格党大臣同樣受到指責，許多人大罵商人在拿人民的鮮血換取自己的金錢。1710年8月，安妮女王裁撤馬爾博羅公爵最重要的政治夥伴——財政大臣兼樞密院第一領袖西德尼·戈多分（長期擔任副首相的作用，1707年取代羅伯特·哈利成為實質首相）。接著在10月新屆議會選舉中，輝格黨大敗，托利黨徹底掌握國會並組成反戰的內閣。
當國內政壇變天之後，托利黨政府立刻派人向馬爾博羅公爵嚴詞逼問，譴責他從糧食供應商收取每年六千英鎊的賄賂，並把2.5%的軍費當作回扣中飽私囊。馬爾博羅公爵極力辯解說2.5%的資金是用在收集情報的應有開銷，並聲明這是歐陸各國使用軍費的慣例。第二順位的英國王位繼承人——漢諾威選帝侯喬治，連同普魯士國王腓特烈一世為好友邱吉爾辯護。兩人提出歐陸盟國的共同聲明文件，稱讚邱吉爾把2.5%的情報費運用的非常明智，「對許多戰役的勝利，居功厥偉」。
但因為邱吉爾對收賄辯解薄弱，安妮女王與托利黨國會在1711年底強制解除邱吉爾的職位，勒令他回國接受進一步調查。於是在1712年10月參加完西德尼·戈多分的葬禮後，馬爾博羅公爵在12月1日，偕同妻子薩拉流亡荷蘭與德意志，獲得新任奧地利皇帝查理六世的庇護；安妮女王也就默認公爵的自我懲罰。
1711年底邱吉爾被解職的大事件，讓歐陸的盟軍震驚不已；法國卻是一片歡欣鼓舞，欣喜於除去一位強力可畏的敵對統帥。很快，英-法展開獨立協商的和平談判，明眼人都知道，如果主戰派的邱吉爾在任，戰爭將繼續下去，英國人選擇搬開邱吉爾這塊阻擋和平的大石。

## 重返榮耀

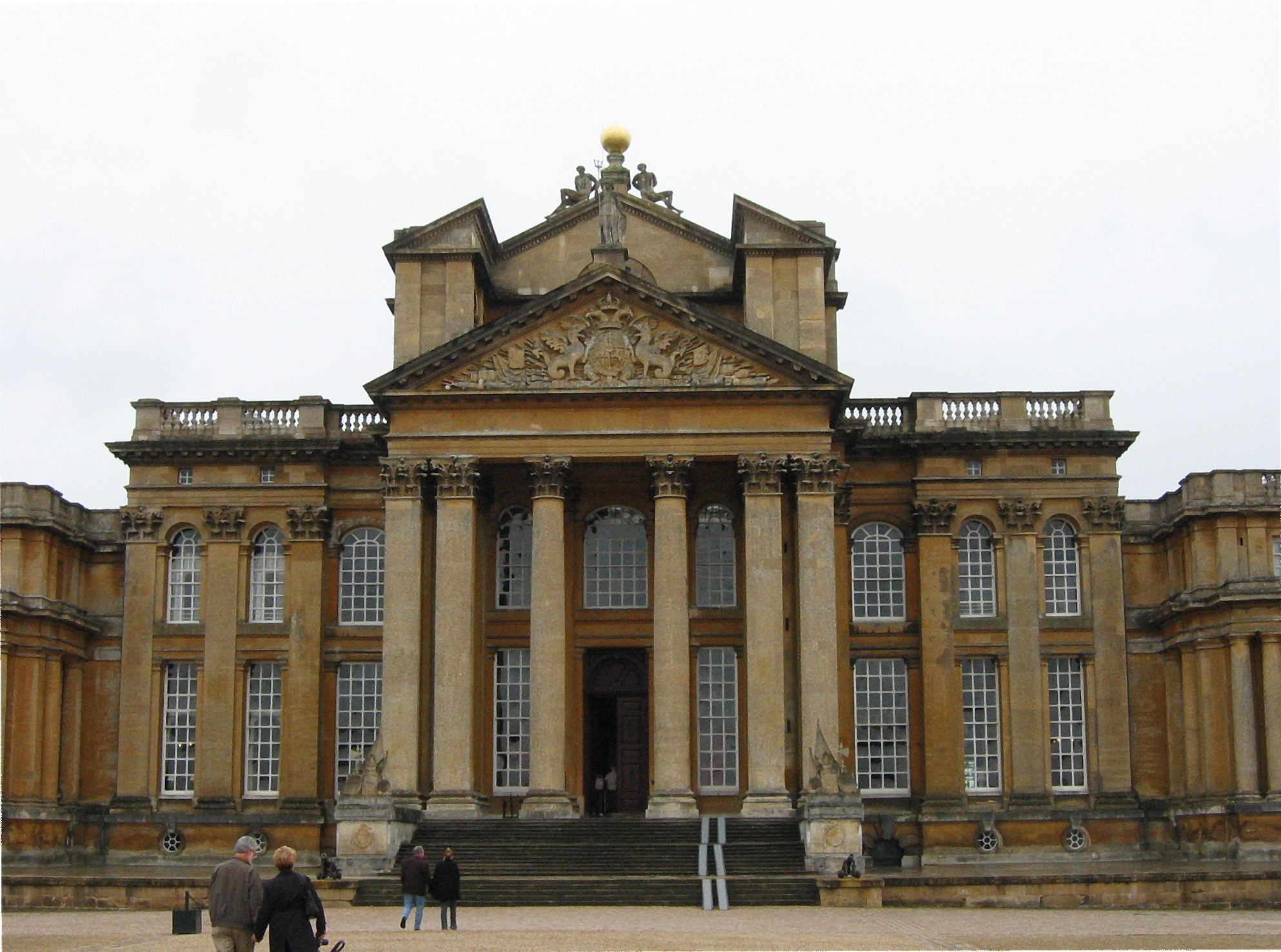
安妮女王为丘吉尔修建的豪华宫殿——布伦海姆宫，以纪念1704年他在布伦海姆取得的辉煌胜利。

1713年的烏得勒支和約結束西班牙王位繼承戰爭，英國雖然被譴責為背叛盟友，但獲得巨大的利益，成為最大的贏家與海上第一強權。雖然邱吉爾與安妮女王似乎重新和好，但因國內政壇仍然被托利黨把持，馬爾博羅公爵未能回到英國。因為夫人薩拉無法適應行旅生活，總是抱怨連連，造成他的精神負擔。
他在歐陸的所到之處都廣受歡迎，人們推崇他為一個偉大的將軍。此時他與王位繼承人漢諾威的喬治結盟並緊密團結，卻仍保持與詹姆士黨的書信聯繫。因此，喬治無法放心信任邱吉爾，懷疑他耍弄兩面手段的可能性，並害怕他會在關鍵時刻倒戈，支持天主教的王位繼承人——詹姆斯二世之子詹姆斯·斯圖亞特（自稱英王「詹姆斯三世」，英國史家通稱為「老王位覬覦者」）。
1714年安妮女王去世，英國政要挫敗少數托利黨領袖（羅伯特·哈利與博林布魯克子爵）與詹姆士黨謀取王位的陰謀，迎接约翰·丘吉尔的盟友漢諾威選帝侯喬治，登基為英王喬治一世。伴隨著托利黨政府的垮台，约翰·丘吉尔才被主政的輝格黨政府和喬治一世風光迎接回國。
雖然邱吉爾在1715年，幫助喬治一世鎮壓蘇格蘭的詹姆斯黨起事，但是對於他之前與詹姆士黨的曖昧關係，喬治一世仍然心存芥蒂。因此新國王沒有獎賞他樞密院的首席職位與重要的軍政實權，但至少恢復他大元帥和軍械總局局長的頭銜（名義上），馬爾博羅再次成為宮廷裡受人尊敬並有實質影響力的大人物；耗資30萬英鎊的布伦海姆宫也在停工兩年多之後，繼續它的修建工程，終於在1722年完工。

## 中風與死亡
1716年他首次中風，被迫引退，同年11月他第二次中風，一度喪失說話的能力；在多次中风之後，他飽受瘫痪病痛等折磨，最終在1722年於所住布伦海姆宫中病逝。他和夫人薩拉共同經營的龐大財產，幾乎都留給精明能幹的薩拉，薩拉因此成為歐洲最富有的女性之一，一直活到84歲的1744年。
邱吉爾死後，他的政敵博林布魯克子爵（曾經被邱吉爾提拔的托利黨領袖，但在1710年和邱吉爾決裂，最終革除邱吉爾的大元帥之位，並使其流亡）評論說：「他（邱吉爾）是如此的偉大，他的戰績是多麼的激動人心，因此我不記得他是否犯過任何的錯誤」。在英國軍事史上，他與納爾遜及威靈頓鼎足齊名，三人被看作是偉大的民族英雄。

## 後代

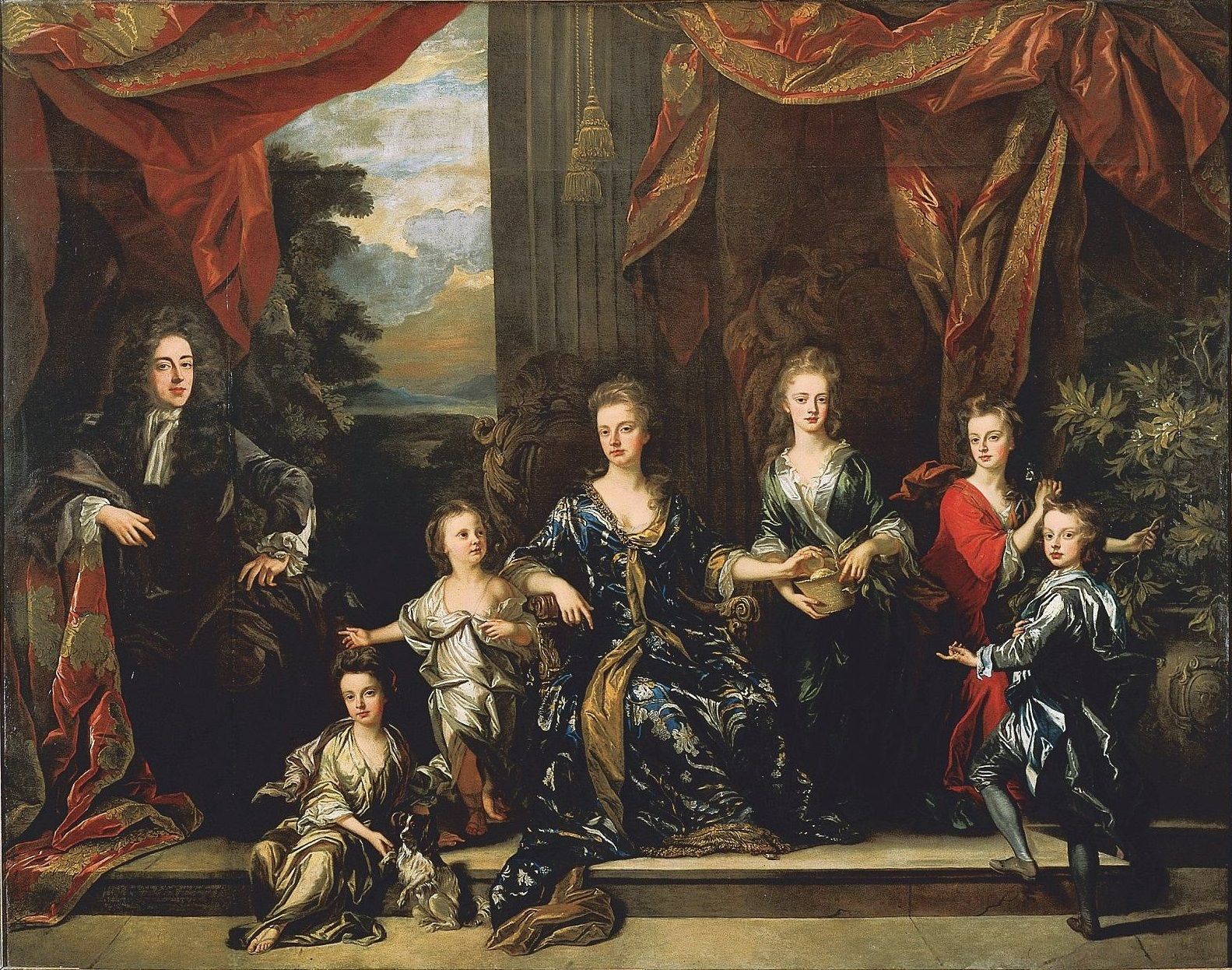
馬爾博羅公爵一家，1694年由約翰·克拉斯特門所繪。從最左的公爵算起，依序是伊莉莎白、瑪麗、公爵夫人、亨瑞埃塔、安妮和約翰

約翰·丘吉爾的两个儿子早夭，马尔博罗公爵爵位起先为其次女亨瑞埃塔继承，之后約翰·丘吉爾三女安妮的次子查尔斯·斯宾塞成为马尔博罗公爵三世。查尔斯·斯宾塞之长孙乔治·斯宾塞对祖先的英名就这样湮灭深感不安，他向英国王室讨一纸敕令，改姓复姓斯宾塞-丘吉尔。
20世紀的英國偉人温斯顿·丘吉尔（約翰·丘吉爾八世外孙）和戴安娜王妃，都是约翰·丘吉尔的后裔。

### 家庭
父：温斯顿·丘吉尔爵士（1620年-1688年）
- 姊：阿拉贝拉·丘吉爾（英语：Arabella Churchill (royal mistress)）（1648年-1730年）
  - 外甥女：亨利耶塔·菲茨詹姆斯（1667年-1730年）
  - 外甥子：詹姆斯·菲茨詹姆斯（1670年-1734年）
  - 外甥子：亨利·菲茨詹姆斯（1673年-1702年）
  - 外甥女：阿拉貝拉·菲茨詹姆斯（1674年-1704年）
- 約翰·丘吉爾（1650年-1722年）
  - 長女：哈里特·丘吉爾（1679年-1679年），早夭
  - 次女：亨麗埃塔（1681年-1733年），1698年嫁給戈多爾芬伯爵（英语：Francis Godolphin, 2nd Earl of Godolphin）。
  - 三女：安妮·斯賓塞，新打籣伯爵夫人（英语：Anne Spencer, Countess of Sunderland (1683–1716)）（1683年-1716年），1700年嫁給第三代桑德蘭伯爵查爾斯·斯賓塞，子孫承續馬爾博羅公爵之位。
  - 長子：約翰·丘吉爾（1686年-1703年），早逝
  - 四女：伊麗莎白·埃傑頓，布里奇沃特伯爵夫人（1687年-1714年）
  - 五女：瑪麗·蒙塔古，蒙塔古公爵夫人（1689年-1751年）
  - 次子：查爾斯·丘吉爾（1690年-1692年）
- 弟：喬治·丘吉爾（英语：George Churchill (Royal Navy officer)）（1654年-1710年）
- 弟：查爾斯·丘吉爾（英语：Charles Churchill (British Army officer)）（1656年-1714年）
  - 侄子：查爾斯·丘吉爾（英语：Charles Churchill (governor)）（1679年-1745年）
  - 侄孫：查爾斯·丘吉爾（英语：Charles Churchill (of Chalfont)）（1720年-1812年）

## 注脚
1. 1 2 3 4  （英）屈勒味林著，錢端升譯，《英國史》，頁643-644
2. ↑  Hibbert: The Marlboroughs, 7.
3. ↑  Churchill: Marlborough: His Life and Times, Bk. 1, 60.
4. ↑  Holmes: Marlborough: England's Fragile Genius, 58.
5. ↑  Clayton Roberts、David Roberts著、賈士蘅譯，《英國史》，頁553
6. ↑  顧劍，〈路易十四的剋星–馬爾巴勒公爵和歐根親王〉上，見本文底端之外部連結
7. ↑  Churchill: Marlborough: His Life and Times, Bk. 1, 129
8. ↑  Barnett, Marlborough, 43
9. ↑  Chandler, Marlborough as Military Commander, 10
10. 1 2 3 4 5 6 7 8 9 10 11 12 13 14 15 16 17 18 19 20 21  （美）威爾·杜蘭著、幼獅文化公司譯，《世界文明史‧第八卷‧路易十四時代》，第二部第四章
11. ↑  Hibbert: The Marlboroughs, 48
12. 1 2 3  （英）溫斯頓·邱吉爾著，薛力敏、林林譯，《英語國家史略》，第三卷第一章
13. ↑  Barnett: Marlborough, 22
14. ↑  Chandler: Marlborough as Military Commander, 46
15. ↑  Chandler: Marlborough as Military Commander, 35
16. ↑  Gregg, pp. 78–79
17. ↑  Curtis, pp. 75–76; Green, p. 58; Gregg, p. 80
18. ↑  Hibbert: The Marlboroughs, 57
19. ↑  Green, p. 62; Gregg, pp. 88–91, 96; Somerset, p. 132
20. ↑  Mary II. Encyclopædia Britannica XVII 11th Ed. New York: Encyclopædia Britannica, Inc. 816. 1911.
21. ↑  Chandler: Marlborough as Military Commander, 48
22. 1 2 3 4 5 6  （英）溫斯頓·邱吉爾著，薛力敏、林林譯，《英語國家史略》，第三卷第二章
23. ↑  Somerset, p. 151
24. ↑  Hibbert: The Marlboroughs, 80.
25. ↑  Chandler: Marlborough as Military Commander, 49
26. ↑  （英）溫斯頓·邱吉爾著，薛力敏、林林譯，《英語國家史略》，第三卷第三章
27. ↑  Gregg: Queen Anne, 153.
28. ↑  （英）溫斯頓·邱吉爾著，薛力敏、林林譯，《英語國家史略》，第三卷第四章
29. ↑  （美）保羅·甘迺迪著、陳景彪等譯，《大國的興衰》，第一編第三章
30. ↑  Jones: Marlborough, 222
31. ↑  Holmes: Marlborough: England's Fragile Genius, 469
32. ↑  Field, p. 327.
33. ↑  Hibbert: The Marlboroughs, 290
34. ↑  Trevelyan: England Under Queen Anne, III, 272
35. 1 2  （英）溫斯頓·邱吉爾著，薛力敏、林林譯，《英語國家史略》，第三卷第七章
36. 1 2  Holmes: Marlborough: England's Fragile Genius, 472
37. ↑  Falkner, James (2004).
38. ↑  Field, p. 315.
39. ↑  （美）威爾·杜蘭著、幼獅文化公司譯，《世界文明史‧第九卷‧伏爾泰時代》，第一部第三章

## 外部連結
- 〈路易十四的克星–马尔巴勒公爵和欧根亲王〉上 （页面存档备份，存于）
- 〈路易十四的克星–马尔巴勒公爵和欧根亲王〉下 （页面存档备份，存于）

| 前任： (新爵位) | 马尔巴罗公爵 | 继任： 亨瑞埃塔·丘吉尔 |